# DTM 2000
DTM 2000 kördes över 16 race med totaldominans av Mercedes och Bernd Schneider.

## Delsegrare
| Bana         | Vinnare            | Märke    | Vinnare         | Märke    |
| ------------ | ------------------ | -------- | --------------- | -------- |
| Hockenheim   | Bernd Schneider    | Mercedes | Bernd Schneider | Mercedes |
| Oschersleben | Manuel Reuter      | Opel     | Manuel Reuter   | Opel     |
| Norisring    | Joachim Winkelhock | Opel     | Bernd Schneider | Mercedes |
| Sachsenring  | Klaus Ludwig       | Mercedes | Klaus Ludwig    | Mercedes |
| Nürburgring  | Bernd Schneider    | Mercedes | Bernd Schneider | Mercedes |
| Oschersleben | Uwe Alzen          | Mercedes | Bernd Schneider | Mercedes |
| Nürburgring  | Manuel Reuter      | Opel     | Manuel Reuter   | Opel     |
| Hockenheim   | Uwe Alzen          | Mercedes | Uwe Alzen       | Mercedes |

## Slutställning
| Plats | Förare             | Märke    | Poäng |
| ----- | ------------------ | -------- | ----- |
| 1     | Bernd Schneider    | Mercedes | 221   |
| 2     | Manuel Reuter      | Opel     | 162   |
| 3     | Klaus Ludwig       | Mercedes | 122   |
| 4     | Marcel Fässler     | Mercedes | 116   |
| 5     | Joachim Winkelhock | Opel     | 113   |
| 6     | Uwe Alzen          | Mercedes | 112   |
| 7     | Michael Bartels    | Opel     | 87    |
| 8     | Peter Dumbreck     | Mercedes | 75    |